# L'Avenir (rijwielmerk)
L'Avenir is een Belgisch historisch merk van fietsen, bromfietsen en motorfietsen.
Rijwielfabriek "L’Avenir" was gevestigd in Lier
Dit bedrijf van Frans Mariën produceerde voornamelijk fietsen.
De fietsenactiviteit startte in Koningshooikt in 1898, onder de naam "Korporaal", en in 1912 - toen het bedrijf naar Lier verhuisd was - onder de naam "L'Avenir". De fietsen werden echter ook als "Lyra" en "Pallieter" verkocht. Als fietsproducent leverde L'Avenir tot in de jaren zeventig aan binnen- en buitenland, ook aan beroemdheden als Rik Van Looy.
De motorfietsenactiviteit startte eind jaren vijftig, tot en met 1971. L’Avenir bouwde lichte motorfietsen met 98cc-Sachs-blokjes en bromfietsen met HMW-blokjes. De motorrijwielen konden praktisch alleen in eigen land afgezet worden. Men produceerde bij L'Avenir ook een klein scootertje, de "Cimo".